# Cuarta guerra siria
La cuarta guerra siria es el cuarto de los seis conflictos que enfrentó a los imperios seléucida y egipcio entre los siglos III y II a. C., desde el año 274 a. C. hasta el 168 a. C., por la posesión de la Celesiria, y que llevó a la decadencia de ambos contendientes, y su derrota final ante el poder de Roma y Partia.

## Antecedentes
Antíoco III el Grande consiguió recuperar las provincias perdidas por sublevaciones internas en el reinado de su hermano Seleuco III, y a partir de ahí, se propuso devolver a los seléucidas el esplendor de antaño, cuando reinaba Seleuco I, por lo que se dispuso a atacar a Egipto. Por su parte, Ptolomeo IV había sucedido a Ptolomeo III, y se mostró como un rey débil, cediendo el control del gobierno a su visir Sosibio.

## La guerra
La primera acción de Antíoco fue liquidar la cabeza de puente egipcia de Seleucia de Pieria, el puerto de Antioquía, que se había perdido en la Tercera Guerra Siria. Luego se dirigió al sur, ocupando sin lucha la Celesiria y Fenicia. Sin embargo, se demoró en su avance hacia Egipto, dando tiempo a Sosibio a organizar su ejército, por lo que la batalla clave no tuvo lugar hasta el año 217 a. C. El enfrentamiento tuvo lugar en Rafia, cerca del desierto de Gaza. Aunque inicialmente, Antíoco consiguió arrollar con sus elefantes al ala izquierda de los egipcios, el ala derecha de Sosibio derrotó completamente a la infantería seléucida.
En la paz subsiguiente, Antíoco tuvo que entregar la Celesiria a Ptolomeo.